# Астрапія ошатна
Астрапія ошатна (Astrapia splendidissima) — вид горобцеподібних птахів родини дивоптахових (Paradisaeidae).

## Поширення
Ендемік Нової Гвінеї. Поширений в горах Маоке на заході острова. Мешкає у тропічних гірських лісах і субальпійських хмарних лісах на висотах від 1750 м до верхньої межі зростання дерев (близько 3450 м). Птах також трапляється у вторинних лісах.

## Опис
Тіло завдовжки 37-39 см, вагою 108—151 г. Хвіст сягає близько 20 см в обох статей.
У виду спостерігається чіткий статевий диморфізм. Самиця має маскувальне забарвлення, в якому переважають коричневі кольори, темніші на голові, спині та грудях і світліші на животі, де темний край поодиноких пір'їн надає забарвленню смугастий ефект. У самця чорна голова, потилиця і плечі з ефектними металево-зеленими відблисками, а живіт металево-зелений. Лице, груди і горло металево синьо-зелені. Горло оточене чорною смужкою та додатковою помаранчевою смужкою, яка проходить від вуха до вуха. Крила чорні з фіолетовими металевими відблисками. Хвіст утворений довгим білими пір'ям із закругленим і чорним кінчиком. В обох статей дзьоб і ноги чорні, а очі карі.

## Спосіб життя
Птах живе під пологом лісу. Трапляється поодинці. Живиться плодами дерев, зрідка урізноманітнює раціон комахами та іншими дрібними безхребетними. Сезон розмноження триває між березнем і листопадом. Процес залицяння астрапії неописаний.